# Artëm Mamin
Artëm Vital'evič Mamin (in russo Артём Витальевич Мамин?; Ekaterinburg, 25 luglio 1998) è un calciatore russo, difensore dell'Ural.

## Carriera
Cresciuto nel settore giovanile dello Spartak Mosca, debutta in prima squadra il 5 maggio 2018 in occasione dell'incontro di Prem'er-Liga vinto 2-0 contro il Rostov.

## Statistiche

### Presenze e reti nei club
Statistiche aggiornate al 31 ottobre 2021.
| Stagione        | Squadra          | Campionato      | Campionato | Campionato | Coppe nazionali | Coppe nazionali | Coppe nazionali | Coppe continentali | Coppe continentali | Coppe continentali | Altre coppe | Altre coppe | Altre coppe | Totale | Totale |
| Stagione        | Squadra          | Comp            | Pres       | Reti       | Comp            | Pres            | Reti            | Comp               | Pres               | Reti               | Comp        | Pres        | Reti        | Pres   | Reti   |
| --------------- | ---------------- | --------------- | ---------- | ---------- | --------------- | --------------- | --------------- | ------------------ | ------------------ | ------------------ | ----------- | ----------- | ----------- | ------ | ------ |
| 2016-2017       | Spartak-2 Mosca  | 1D              | 1          | 0          |                 | -               | -               |                    | -                  | -                  |             | -           | -           | 1      | 0      |
| 2017-2018       | Spartak-2 Mosca  | 1D              | 35         | 1          |                 | -               | -               |                    | -                  | -                  |             | -           | -           | 35     | 1      |
| 2018-2019       | Spartak-2 Mosca  | 1D              | 23         | 0          |                 | -               | -               |                    | -                  | -                  |             | -           | -           | 23     | 0      |
| 2017-2018       | Spartak Mosca    | PL              | 1          | 0          | CR              | 1               | 0               |                    | -                  | -                  | SR          | 0           | 0           | 2      | 0      |
| 2018-2019       | Spartak Mosca    | PL              | 0          | 0          | CR              | 1               | 0               | UCL+UEL            | 0                  | 0                  |             | -           | -           | 1      | 0      |
| 2019-2020       | Ural-2           | 2D              | 5          | 0          |                 | -               | -               |                    | -                  | -                  |             | -           | -           | 5      | 0      |
| 2019-2020       | Ural             | PL              | 1          | 0          | CR              | 1               | 0               |                    | -                  | -                  |             | -           | -           | 2      | 0      |
| 2020-2021       | Gazovik Orenburg | 1D              | 19         | 0          | CR              | 0               | 0               |                    | -                  | -                  |             | -           | -           | 19     | 0      |
| lug.-set. 2021  | Tom' Tomsk       | 1D              | 7          | 0          | CR              | 1               | 0               |                    | -                  | -                  |             | -           | -           | 8      | 0      |
| set. 2021-2022  | Ural             | PL              | 4          | 0          | CR              | 0               | 0               |                    | -                  | -                  |             | -           | -           | 4      | 0      |
| Totale carriera | Totale carriera  | Totale carriera | 96         | 1          |                 | 3               | 0               |                    | 0                  | 0                  |             | 0           | 0           | 100    | 1      |